# Linnea Axelsson
Eva Linnea Sofi Axelsson, född 10 december 1980 i Porjus församling i Jokkmokks kommun, är en svensk-samisk poet, författare och konstvetare. 
Hon är uppvuxen i Porjus i Jokkmokks kommun och Norsjö i Västerbotten.
Linnea Axelsson disputerade år 2009 vid Umeå universitet med avhandlingen Omfamningar. Rummets och gränsens meningar. Om Louise Bourgeois' och Rachel Whitereads verk. Hon romandebuterade med Tvillingsmycket 2010. Hennes diktverk Ædnan belönades med Augustpriset 2018.

## Priser och utmärkelser
- 2010 – Stipendium ur Gerard Bonniers donationsfond[7]
- 2018 – Svenska Dagbladets litteraturpris för Ædnan[8]
- 2018 – Augustpriset för Ædnan[9] – se klipp från SVT Play
- 2018 – Eric och Ingrid Lilliehööks stipendium[10]
- 2018 - Studieförbundet Vuxenskolans författarpris[11]
- 2018 - Föreningen Ordfronts Demokratipris
- 2019 - Norrlands litteraturpris[12]